# Harry Enfield

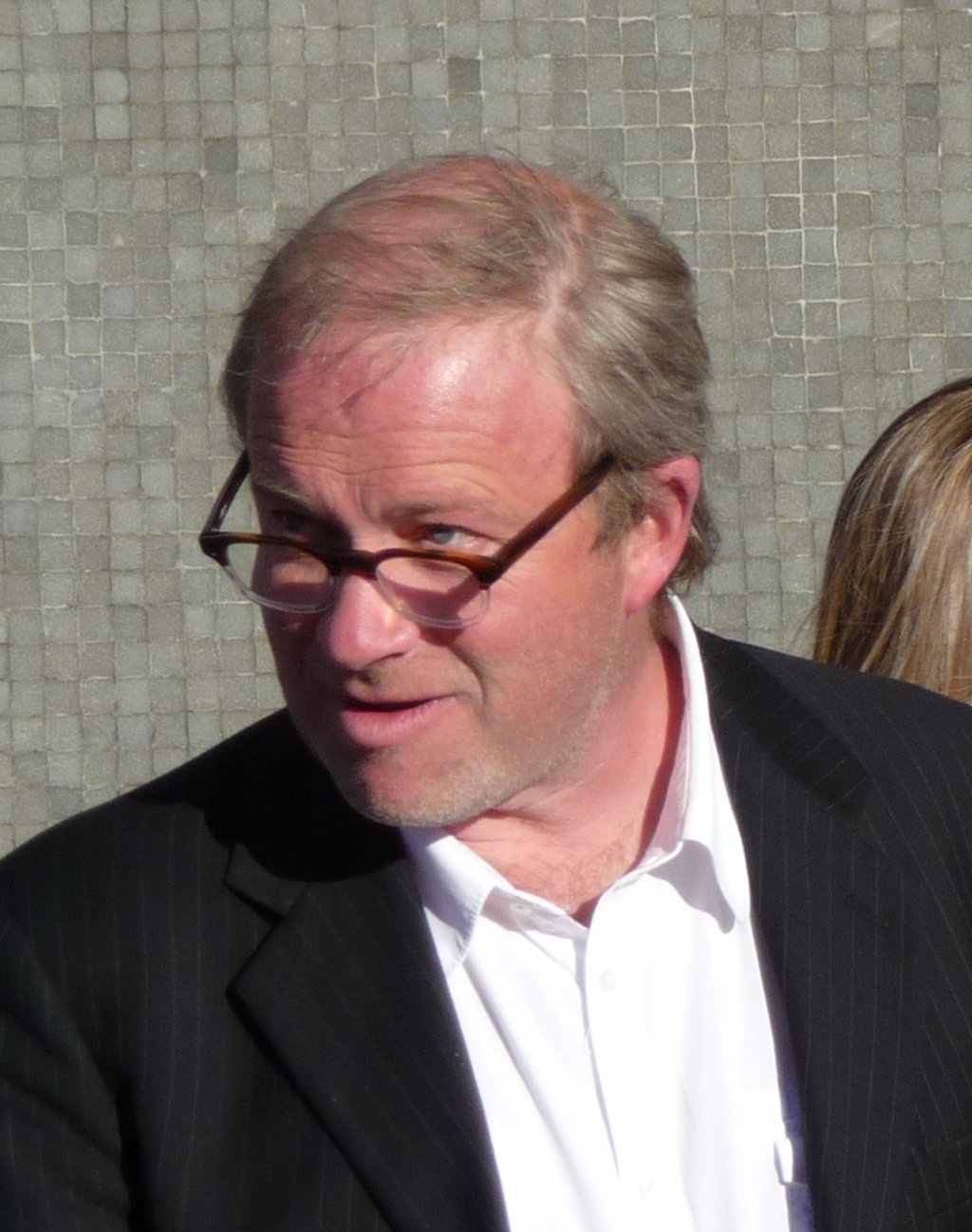
Harry Enfield en los Premios BAFTA de Televisión 2009 en Londres

Henry Richard "Harry" Enfield (nacido el 30 de mayo de 1961) es un comediante, actor, escritor, y director inglés.

## Juventud
Nacido en Horsham, Sussex, Inglaterra, es el mayor de tres hijos,hijo del presentador de televisión inglesa, y periodista de radios y periódicos, Edward Enfield. Él tiene dos hermanas. Fue educado en la escuela independiente de Arundale en Pulborough, Dorset House School, Escuela Worth, Collyer's Sixth Form College (todos en West Sussex) y la Universidad de York, donde fue miembro de Derwent College y estudió política. Trabajó durante un tiempo como lechero.

## Carrera
Enfield llegó a la atención pública al aparecer en el Canal 4 de Saturday Live como varios personajes diferentes creados con Paul Whitehouse. Estos rápidamente entraron en la conciencia nacional. Entre estos personajes estaban Stavros, un dueño griego de la tienda de kebab con el inglés fracturado; Y Loadsamoney, un desagradable, yesero de Cockney que constantemente se jactaba de cuánto dinero ganaba. El personaje de Loadsamoney fue creado en reacción a las políticas del gobierno de Thatcher del día, y tomó una vida propia, probando las canciones "Money, Money" del cabaret musical y dinero, dinero, dinero por ABBA para generar una Hit single en 1988 y una gira en vivo.  En mayo de 1988, el líder del Partido Laborista Neil Kinnock usó el término "cargas" para criticar las políticas del gobierno conservador y los periodistas empezaron a referirse a la "mentalidad de carga de dinero" y la "economía de carga".
Enfield y Whitehouse crearon el Geordie "Bugger-All-Money" y en 1988 aparecieron como personajes durante el concierto del tributo de cumpleaños de Nelson Mandela en el estadio de Wembley. Con el tiempo, Whitehouse y Enfield se sintieron perturbados porque Loadsamoney estaba siendo visto en una luz positiva, en lugar de ser una figura satírica, y lo atropellaron durante una muestra de Comic Relief Red Nose Day mientras salían del estudio después de presentar al anfitrión Lenny Henry con "El cheque más grande de la noche "-un cheque físicamente enorme por diez peniques. Enfield creó "Tory Boy", un personaje que retrató a un joven conservador masculino.
En 1989, Enfield realizó un proyecto personal, Norbert Smith - a Life, una parodia de caballeros teatrales británicos en la industria cinematográfica. También dio voces para el espectáculo de títeres satírico británico Spitting Image, y protagonizó Dirk Suavemente en las adaptaciones de Radio de la BBC de la Agencia de Detectives Holísticos de Dirk Gently y The Long Dark Tea-Time of the Soul.

### Series de TV
En 1990, Enfield desarrolló su programa de televisión BBC, Harry Enfield's Television Program, más tarde llamado Harry Enfield y Chums, con Whitehouse y Kathy Burke. Evitando el estilo de comedia alternativo que prevalecía en ese momento, ambas versiones del programa estaban en deuda con comediantes de principios de los 70, como Dick Emery y Morecambe y Wise. Enfield y sus co-ejecutantes crearon otro grupo de personajes nacionalmente reconocidos para estos espectáculos, como Stan y Pam Herbert, que usan el eslogan "Somos mucho más ricos que tú" (en un exagerado acento de West-Midlands), Tim Nice-Pero -Dim, The Scousers, Smashie y Nicey, Wayne y Waynetta Slob, Annoying Kid Brother, que se convirtió en Kevin the Teenager, y dos antiguos presentadores de la BBC, Cholmondley-Warner y Grayson.
En 1991, Enfield interpretó a Dermot en la sitcom Men Behaving Mally junto con Martin Clunes, Caroline Quentin y Leslie Ash, originalmente en Thames Television. Enfield se fue después de la primera serie, y fue reemplazado en la segunda serie por Neil Morrissey como Tony. Enfield es un fanático de la ópera y dirigió una serie documental de Channel 4 sobre el tema. En 1991 Harry también protagonizó la serie Gone to the Dogs (serie televisiva) como Little Jim.
Después de un breve descanso de la televisión, Enfield firmó un nuevo contrato con BSkyB, pero produjo sólo una serie, Harry Enfield Brand Spanking New Show. En 2002, Enfield regresó a la BBC con Celeb, una nueva serie basada en la tira cómica del mismo título en Private Eye, como el envejecido rockstar Gary Bloke.
Enfield fue el primer invitado en la versión renovada de Top Gear de la BBC y también apareció en el programa el 23 de noviembre de 2008. Enfield también ha narrado varios documentales de televisión como el Discovery Wings canal "Classic British Aircraft".
En 2007, interpretó a Jim Stonem en la serie Skins de Channel 4. Releyó este papel en la segunda serie en 2008 y la tercera en 2009. Enfield también dirigió dos episodios de Skins en la temporada dos titulado "Chris" y "Tony" en 2008.
Aparece a menudo en programas de televisión convencionales. Su actual serie de comedia Harry & Paul (originalmente titulada Ruddy Hell! It's Harry & Paul) comenzó en 2007.
En el septiembre de 2013 Enfield apareció en la serie de la comedia de la BBC Bad Bad Education como Martin, el padre del personaje Alfie de Jack Whitehall.
En octubre de 2014, Enfield y Paul Whitehouse regresaron a los personajes de Frank y George en un boceto para la demostración de la comedia de la conciencia del cáncer testicular del canal 4 "la noche de la comedia de las nueces de la sensación".
En el agosto de 2015 Enfield, junto a Whitehouse, en la celebración de su sociedad de 25 años, presentó una tarde con Harry Enfield y Paul Whitehouse. En 2016 él apareció como John Shakespeare, padre de Guillermo Shakespeare, en sitcom Upstart Crow. ]
En mayo de 2016 Enfield apareció como el príncipe Charles en el canal 4 sitcom The Windsors.

### Películas
Enfield apareció en su primer papel principal interpretando a Kevin junto a Kathy Burke, quien interpretó a Perry, el personaje de su amigo (amigo), papeles originalmente creados para la serie de televisión de Enfield, en Kevin & Perry Go Large. La película trazó el intento del dúo de convertirse en DJs profesionales viajando a los clubes nocturnos de Ibiza y molestando a su ídolo, el DJ Eyeball Paul, interpretado por Rhys Ifans, mientras ganaba el amor y perdiendo su virginidad. Enfield también apareció como el Rey Jorge VI en Churchill: The Hollywood Years (2004), una sátira sobre la tendencia de Hollywood a cambiar elementos de la historia. En 2012, protagonizó con Simon Callow en la película Actos de Gordfrey, que se estrenó en cines del Reino Unido el 27 de enero.
Repitió su papel como Martin en The Bad Education Movie, lanzado el 21 de agosto de 2015.
En 2015, Enfield y Jessica Hynes aparecieron como el Sr. y la Sra. Jackson en una película de la BBC de la novela infantil de Arthur Ransome, Swallows and Amazons.

### Videojuegos
En 2012, una imagen de su personaje Loadsamoney, llamado "Harold Lott", fue lanzado como una piel 
DLC para el juego Killing Floor.
Una muestra del personaje 'Loadsamoney' (Shut Your Mouth y Look at my Wad) se usa en el Juego de 1989 "Blood Money".

### Comerciales
Enfield apareció en algunos comerciales de televisión antes de hacerse famoso, incluyendo uno hecho en 1987 para Heineken. Los comerciales de Enfield incluyen una serie hecha en 1996 para Dime Bar. Un comercial de esta serie tenía a Enfield como un yokel que rechazaba una barra de diez centavos, lisa por fuera, crujiente por dentro, porque prefería los armadillos, suaves por dentro, crujientes por fuera. Más tarde Enfield, con Paul Whitehouse, protagonizó una serie de comerciales para Hula Hoops como The Self-Righteous Brothers, personajes del programa de televisión de Enfield. En 2004, Enfield protagonizó una serie de comerciales para Burger King en los Estados Unidos como Dr. Angus, un personaje destinado a promover la nueva hamburguesa de la compañía. Otros dos personajes de la serie de televisión de Enfield, Cholmondley-Warner y Grayson, también aparecieron en comerciales, para Mercury Communications. También en 2004, Enfield proporcionó la voz del personaje "The Roaming Gnome" usado en la campaña de publicidad de Travelocity en los Estados Unidos.

### Música
Enfield hizo una aparición como "la dama del té" durante el desempeño principal de Blur en el concierto de celebración de la Ceremonia de Clausura de los Juegos Olímpicos en el Hyde Park de Londres en 2012.
También apareció junto al otro proyecto de Albarn The Good, the Bad & the Queen como compere durante una actuación en vivo en la Torre gsde Londres el 9 de julio de 2007 donde se burló de la princesa Diana.

## Discografía
| Reino Unido                        |      |   |                   |
| "Loadsamoney (Doin' Up the House)" | 1998 |   |                   |
| "Loadsamoney (Doin' Up the House)" | 1998 | 4 | No es de un álbum |

## Vida personal
Durante varios años, Enfield estaba en una relación con Alison Owen, la madre de Alfie y Lily Allen. Vivieron juntos durante tres años y él ayudó a cuidar a los niños. Tenían la intención de casarse pero se separaron en 1995. Él previamente también salió con la productora Debbie Vertue (hija de Beryl Vertue y hermana de Sue Vertue).
En 1997, Enfield se casó con Lucy Lyster y tienen un hijo y dos hijas.